# Haplogrupo O (ADN-Y)
Em genética humana, o haplogrupo O (ADN-Y) é um haplogrupo do cromossoma Y humano definido principalmente pela mutação O-M175, que deriva tal como o haplogrupo N, do haplogrupo NO. Julga-se que teve origem na Sibéria à 35.000 anos na Sibéria e migrado para sul pelo Círculo do Pacífico. Atualmente cerca de 80% a 90% dos chineses coreanos e japoneses encontram-se neste haplogrupo.O e ausente noutros locais do continente asiático salvo raras excepções de populações tribais.